# Поплавский, Евгений Владимирович
Евгений Владимирович Поплавский (род. 20 сентября 1959, Порозово, Гродненская область) — советский и белорусский композитор.

## Биография
Окончил Белорусскую консерваторию (Белорусский государственную академию музыки) по классу Игоря Лученка и Дмитрия Смольского в 1986 году.
Стажировался под руководством Сергея Слонимского в Санкт-Петербургской консерватории и там же принимал участие в мастер-классах Тон де Леюва.
В 1991 году по его инициативе был организован в Минск в Международный фестиваль современной камерной музыки, который проводился каждые два года до 1995.
C 1997 года по 1999 год получал стипендию Польского Правительства, на основании чего работал в Гданьске в Академии музыки имени Ст. Монюшко над произведением для симфонического оркестра «Барбара Радзивилл» и Студии электроакустической музыки Академии музыки в Кракове над собственным творческим проектом. Участвовал в летних курсах Аcanthe 2000 / Ircam.
На Национальном конкурсе композиторов, посвященном 500-летию Франциска Скорины (1991 год) получил II премию за симфонию «Lux aeterna» для тенора, хора и симфонического оркестра на слова Леона Эмилита, премьера которой состоялась 21 марта 1997 во время празднования 1000-летия Гданьска (Симфонический оркестр Балтыцкай филармонии, хоры Академии музыки и Гданьского университета, тенор — Петр Кусевич, дирижёр — Зигмунт Рыхарт).